# Virát Kohli
Virát Kohli (dévanágari írással: विराट कोहली, hindi kiejtése: [ʋɪˈɾɑːʈ ˈkoːɦli]; Delhi, 1988. november 5. –) indiai krikettjátékos, az indiai válogatott korábbi kapitánya. Széles körben minden idők egyik legnagyobb ütőjátékosaként tartják számon a korlátozott játszmaszámú krikettben.
Kohli jobbkezes ütősként játszik a Royal Challengers Bengaluru csapatában az IPL-ben (ahol 2025-ben bajnok is lett) és a Delhi nevű krikettcsapatban a hazai bajnokságban. Ő tartja a legtöbb futás rekordját mind a nemzetközi Húsz20-as krikettben, mind az IPL-ben. 2020-ban a Nemzetközi Krikett-tanács az évtized játékosának választotta. Kohli nagyban hozzájárult India nemzetközi sikereihez, többek között megnyerte a 2011-es világbajnokságot és a 2013-as Bajnokok trófeáját.

## Élete
1988. november 5-én született Delhiben, pandzsábi, hindu családban. Apja, Prem Kohli büntetőjogászként dolgozott, édesanyja, Szarodzs Kohli pedig háztartásbeli. Van egy bátyja, Vikász és egy nővére, Bhávna. A családja szerint amikor hároméves volt, Kohli felkapott egy krikettütőt, elkezdett vele játszani, és megkérte apját, hogy dobjon rá.
A 2023-as világbajnokságon megszerezte pályafutása 50. százasát egynapos nemzetközi (ENN) formátumban, ami a világon addig még soha senkinek nem sikerült. Bár a tornát csak ezüstéremmel zárta, végül mégis őt választották meg a világbajnokság legjobb játékosának, miután összesen 765 futást szerzett.

## Fordítás
Ez a szócikk részben vagy egészben  a   Virat Kohli című angol Wikipédia-szócikk ezen változatának fordításán alapul.  Az eredeti cikk szerkesztőit annak laptörténete sorolja fel. Ez a jelzés csupán a megfogalmazás eredetét és a szerzői jogokat jelzi, nem szolgál a cikkben szereplő információk forrásmegjelöléseként.